# ささやかな遁走
『ささやかな遁走』（仏語Les Petites Fugues）は、イヴ・イェルサン監督による1979年製作のフランス・スイス合作映画である。

## 概要
スイスのレマン湖畔、ヴォー州ローザンヌに生まれ育った映画監督イヴ・イェルサンの出世作である。本作は、1979年の第32回カンヌ国際映画祭「ある視点部門」に出品され、ロカルノ国際映画祭ではイェルサン監督がエキュメリック賞、主演のミシェル・ロバンが銅豹賞をそれぞれ受賞した。
製作はプロデューサーのドナット・コイシュが現場の製作主任も兼ね、低予算で進められた。コイシュは2年後の1981年、トルコ人監督ユルマズ・ギュネイの『路』の製作主任を引き受けたが、獄中にいた監督のたった3日間の仮出所のときに、フランスへ亡命するための船に乗せた人物である。その後『路』は第35回カンヌ国際映画祭でパルム・ドールを受賞し、コイシュの苦労も報われたといえる。
イェルサンと共同脚本を書いたクロード・ミュレはこれが脚本デビュー作であるが、その後にマリオン・ヴェルヌー監督の仏スイス合作映画『だれも私を愛さない!』（1993年）に出演し、スクリーンに姿を見せることとなる。
ロベール・アラズラキはフランスの撮影監督で、1975年、ジェローム・サヴァリ監督の『La Fille du garde-barrière（門番の娘）』で、のちにジャン＝リュック・ゴダール、アンヌ＝マリー・ミエヴィル共同監督の『6x2』を師ウィリアム・リュプチャンスキーと共同で撮ったカメラマンのドミニク・シャピュイとともに共同撮影監督としてクレジットされている人物で、本作とおなじ1979年、ジャン・ユスターシュ監督の『ペサックの薔薇の乙女』の撮影監督をつとめた。録音技師リュック・イェルサンは、スイス映画の名技術者で、ダニエル・シュミット監督の『ラ・パロマ』（1974）、『ヘカテ』（1982）、そしてゴダール監督の『勝手に逃げろ/人生』（1979）の現場で音声パートを固めた。
主演のミシェル・ロバンはマルヌ県ランス生まれのフランスの俳優で、ウィリアム・クライン監督の『ポリー・マグーお前は誰だ?』（1966）の端役で映画のキャリアを始めた名脇役である。本作の撮影当時48歳であるから、「老いた農夫」とは気の毒である。フレッド・ペルソンヌも、パ＝ド＝カレー県オーシェル生まれのフランスの俳優で、ルネ・アリオ監督の『ピエールとポール』（1966）に出演しており、本作とおなじ1979年、ゴダール監督の『勝手に逃げろ/人生』にも「最初の客」という役で出演している。『勝手に逃げろ/人生』には、ドレ・デ・ローザも出演している。ミスタ・プレシャックは、アラン・タネール監督、ビュル・オジェ主演のスイス映画の傑作『サラマンドル』（1970）でのオジェの母親役で映画界にデビューした女優である。
この仏スイス合作映画は、イェルサンの製作会社「フィルム・エ・ヴィデオ・コレクティフ」を中心に、フランスとスイスのテレビ局が出資した作品で、「コレクティフ」社は、2年後の1981年にローザンヌで撮られたゴダールの短篇映画『フレディ・ビュアシュへの手紙』を「ソニマージュ」社と共同製作している。本作は、フランスではマラン・カルミッツのMK2ディフュージョン社が配給した。日本では未公開の知られざる傑作である。

## スタッフ
- 監督　イヴ・イェルサン
- 脚本　クロード・ミュレ、イヴ・イェルサン
- 音楽　レオン・フランコリーニ
- 撮影　ロベール・アラズラキ
- 録音　リュック・イェルサン
- 編集　イヴ・イェルサン
- プロデューサー　ドナット・コイシュ
- 製作主任　ドナット・コイシュ
- 製作会社　フィルム・エ・ヴィデオ・コレクティフ（ローザンヌ）、フィルムコレクティヴ・チューリッヒ（チューリッヒ）、フランス3（パリ）、レ・フィルム2000、スイス放送（SSR、ベルン）

## キャスト
- ミシェル・ロバン（フランス語版）　（ピプ）
- フレッド・ペルソンヌ（フランス語版）　（ジョン・デュペレー、ピプのボス）
- ミスタ・プレシャック　（ローズ、ジョンの妻）
- ドレ・デ・ローザ　（ルイージ、イタリアの季節労働者）
- ロラン・サンドス　（アラン、ジョンの息子）
- ファビエンヌ・バロー　（ジョジアーヌ、ジョンの娘）
- イヴェット・テローラス（フランス語版）　（ガソリンスタンドの店員）

## あらすじ
ピプは年をとった農場労働者で、ヴォー州の小さな村でデュペレー家にずっと以前から雇用されている。彼の引退について初めに触れたとき、原動機付自転車を提供された。苦労してこの新装置を動かすことを学んだすえ、農場での労働を忘れてしまうほどに、彼は冒険を趣味とするようになる。